# Im Niemandsland (2019)
Im Niemandsland ist ein deutscher Spielfilm aus dem Jahr 2019. Regie führte Florian Aigner, der auch das Drehbuch schrieb.

## Handlung
Der Film spielt während der Wende unmittelbar vor der Währungs-, Wirtschafts- und Sozialunion im Sommer 1990.
Alexander Behrendt, aufgewachsen in Kleinmachnow, dessen Vater unter Repressalien des DDR-Systems gelitten hat und fliehen musste, setzt Familie Paulsen, die jetzigen Bewohner seines Elternhauses, unter Druck, um das Haus zurückzuerlangen. Unter vielen unbegründeten Vorwürfen stellt er einen Wohnwagen als Mahnwache vor ihrem Haus an die Straße. Ein großzügiges Kaufangebot von Familie Paulsen lehnt er kategorisch ab. Als jemand, dem Prinzipien wichtiger sind als Beziehungen, hört er weder auf seine Frau Heidi, die dazu entschlossen ist, keine andere Familie von dort zu vertreiben, noch auf seine 16-jährige Tochter Katja, die sich von ihm instrumentalisiert und entfremdet fühlt. Er bekommt nicht mal mit, dass seine Frau ein Verhältnis mit dem Nachbarn hat. Die Lage spitzt sich zu, als die Medien den Grundsatz des Einigungsvertrages verkünden: „Rückgabe vor Entschädigung!“
Als Katja, angewidert von der Sturheit ihres Vaters, den Wohnwagen verwüstet, wird sie von Thorben angesprochen, dem 17-jährigen Sohn von Ehepaar Paulsen. Er ist von ihrer Aktion beeindruckt, sie verlieben sich heftig ineinander. Doch schon der Anfang ihrer Beziehung ist von den Vorurteilen zwischen „Wessis“ und „Ossis“ geprägt, die sich durch Alexanders Feindseligkeiten zusätzlich manifestiert haben. Dennoch kommen sie einander allmählich näher, wobei sie ihren Eltern gegenüber die Beziehung zunächst geheim halten müssen. Auch ihre Verschiedenheit – sie eher still und romantisch, er ein draufgängerischer Kämpfer, der jetzt seine zärtliche Seite entdeckt – sorgt für einige Auseinandersetzungen. Die turbulente Entwicklung ihrer Beziehung mit vielen Verwirrungen und Rückschlägen angesichts des darüber stehenden Konflikts steht im Zentrum der Erzählung. Sie treffen sich häufig im „Niemandsland“, einem Sandstreifen der ehemaligen Grenzsicherung, oder auf der Schleusenbrücke am Teltowkanal.
Als Alexander klar wird, dass seine ganze Familie unter seinem Verhalten zerbricht, kommt er zur Einsicht und lässt sich von Katja davon überzeugen, das Kaufangebot anzunehmen und Frieden zu schließen. Gleichzeitig erfährt Thorben, dass sein Handballtrainer und väterlicher Freund Maik für die Stasi gearbeitet hat. Er verliert die Beherrschung, schlägt ihn zusammen und rast dann wütend mit Maiks Auto nach Hause, wo er bei einem Ausweichmanöver Katja anfährt und verletzt. Davon ist er so am Boden zerstört, dass er es nicht einmal über sich bringt, sie im Krankenhaus zu besuchen. Katja kommt aus dem Krankenhaus und will Thorben zu Hause besuchen, doch es macht niemand auf. Sie geht wieder ins „Niemandsland“. Thorben, der sie offenbar gesehen hat, rennt ihr hinterher, fasst ihr auf die Schulter und sie stehen sich gegenüber. Sie schauen sich an, berühren sich, aber sie finden beide keine Worte.

## Hintergrund
Der Film ist Florian Aigners Spielfilmdebüt. Zuvor hat Aigner Dokumentarfilme und Reportagen realisiert.
Die Uraufführung war am 25. Oktober 2019 im Rahmen der Internationalen Hofer Filmtage. Es folgte die Teilnahme an den Biberacher Filmfestspielen 2019, bei denen der Film als Bester Spielfilm mit dem Goldenen Biber ausgezeichnet wurde. Am 7. November 2019 kam der Film in die Kinos.
Gedreht wurde der Film im Bildformat 4:3. In die Handlung sind zahlreiche Originalausschnitte aus Nachrichtensendungen und Reportagen aus der Zeit der Wende eingewoben.

## Kritiken
„Die Demütigungen jener Jahre, als viele Menschen im Osten die Wiedervereinigung eher wie einen Anschluss empfanden, ist immer noch nicht aufgearbeitet. Florian Aigners intensives und hochklassig gespieltes Debüt könnte einen Teil dazu beitragen, zumal er seine Geschichte geschickt als tragische „Romeo und Julia“-Romanze verpackt hat:“

„Eine im konkreten gesellschaftspolitischen Hintergrund der Wendezeit angesiedelte Romeo-und-Julia-Variation, deren Figuren zwar eher oberflächlich profiliert sind, das aber doch stimmig zu erzählen weiß. Dramaturgischen Schwächen stehen überzeugende Darsteller und die realitätsnahe Inszenierung gegenüber.“

„Nun ist Film nicht die Realität, aber das Gefühl der Konstruktion beziehungsweise Überkonstruktion wird man hier bis zum Schluss nicht los: Alles bleibt thesenhaft, weil Florian Aigner in seinen Debütfilm viel zu viel hineinpackt und seinen Figuren keinen Raum und keine Zeit zur Entfaltung gibt.“

„Eine Sonderstellung sichert sich „Im Niemandsland“ unter den Mauerfilmen: ein Liebesdrama vor offener Mauer. Im Frühsommer 1990 hat nicht nur zwischen Zehlendorf und Kleinmachnow der Beton riesige Löcher, schauen die Mauerhasen verunsichert ob des neuen, frechen Publikumsverkehrs. Eigentlich müsste die Geschichte hier zu Ende sein, bevor sie überhaupt begonnen hat. Die große Mauer ist zwar weg, aber andere, unsichtbare wachsen schnell nach.“